# Фернан Казнав
Фернан Казнав (фр. Fernand Cazenave; 26 листопада 1924, Ортез — 11 січня 2005, Мон-де-Марсан) — колишній французький регбіст.
В 1950-х роках Казнаве зіграв шість разів для Франції як вінгер. Дебютував в 1950 році, коли збірна Франції грала проти Англії і забив свій єдиний гол за Францію, яка виграла з рахунком 6:3. Його останній матч, був зіграний також проти Англії. В 1954 році Франція ще раз виграла матч з рахунком 11:3 в Парижі.
Після цього він почав свою кар'єру тренера. Він повів Мон-де-Марсан до перемоги в чемпіонаті Франції 1963 року (єдиний раз, коли клуб здобув перемогу на чемпіонаті). Мон-де-Марсан ще три рази вигравав Шаленж Ів дю Мануар (1961—1963).
В 1968 році, Фернан Казнав, почав тренувати Жана Прат. За цей час Франція взяла участь у матчах проведених в Південній Африці (1971) і Австралії (1972). Він був тренером до 1973 року, коли його місце зайняв Жан Дескло. Казнаве став першим національним технічним директором Французької Федерації.
Фернан Казенав помер у віці 80 років — 11 січня 2005 року.